# Viking Rage
Viking Rage ist ein Virtual-Reality-Tower-Defense-Videospiel, das von N-Gon Entertainment entwickelt und am 28. April 2017 von Headup Games auf Steam veröffentlicht wurde. Das Spiel ist für die VR-Plattformen HTC Vive und Oculus Rift exklusiv über Steam erhältlich.

## Spielinhalt

### Spielprinzip und Spielmechanik
Das Spiel Viking Rage versetzt den Spieler in die Position eines Wikingers, der sein Dorf oder eine ähnliche Befestigung vor herannahenden Wellen an Gegnern verteidigen muss. Um dies zu erreichen, muss er verschiedene Waffen wie einen Bogen oder Wurfäxte einsetzen. Durch das Besiegen von Gegnern wird die Wut des Spielers aufgeladen, welche für einen Wechsel in den Ragemode (dt. „Wutmodus“) genutzt werden kann.

### Spielumfang
Das Spiel bietet 7 verschiedene Spielwelten, 3 Minispiele und einen Sandkastenmodus, in dem der Spieler selbst angeben kann, welche Gegner er bekämpfen möchte. Außerdem steht dem Spieler das Bestiarium zur Verfügung, ein Ort, an dem er sich alle Gegner und Spielelemente im Detail ansehen kann.

## Entwicklung
Die Entwicklung des Spiels begann am 3. Juni 2016 im Rahmen eines internen Virtual-Reality-Game-Jams am SAE Institute in Köln. Die Studenten erkannten schnell das Potenzial ihres Prototyps und entschieden sich dazu, das Spiel auch nach dem Game Jam weiterzuentwickeln. Im Dezember 2016 wurde eine Alpha-Version des Spiels dem Publisher Headup Games vorgestellt. Es wurde daraufhin beschlossen, dass das Spiel gemeinsam veröffentlicht werden soll. Die Studenten gründeten aus diesem Anlass im Februar 2017 das Unternehmen N-Gon Entertainment mit Fokus darauf, auch nach der Veröffentlichung von Viking Rage weiterhin Virtual Reality Software zu entwickeln.